# Paraesylacris
Paraesylacris is een kevergeslacht uit de familie van de boktorren (Cerambycidae). De wetenschappelijke naam van het geslacht werd voor het eerst geldig gepubliceerd in 1940 door Breuning.

## Soorten
Paraesylacris omvat de volgende soorten:
- Paraesylacris bituberosa Breuning, 1940
- Paraesylacris candida Martins & Galileo, 2001
- Paraesylacris columbiana Breuning, 1940